# (22356) Feyerabend
(22356) Feyerabend est un astéroïde de la ceinture principale.

## Description
(22356) Feyerabend est un astéroïde de la ceinture principale. Il fut découvert le 19 novembre 1992 à Kitt Peak par le programme Spacewatch. Il présente une orbite caractérisée par un demi-grand axe de 2,34 UA, une excentricité de 0,07 et une inclinaison de 2,0° par rapport à l'écliptique.